# فاطمة نسومر
لالة فاطمة نسومر (فاطمة سيد أحمد) ولدت في وِرجة قرب عين الحمام حوالي سنة 1830 وتوفيت في بني سليمان في سبتمبر 1863. هي مقاومة جزائرية. وكانت من أبرز وجوه المقاومة الشعبية الجزائرية في بدايات الغزو الفرنسي للجزائر.
من 1854 إلى يوليو 1857. ساعدت في قيادة مقاومة ضد الفرنسيين. وبمجرد القبض عليها من قبل القوات الفرنسية، سجنت حتى وفاتها بعد ست سنوات. كان أتباعها يعتقدون أن الله قد وهبها قوى خاصة أو خارقة، بما في ذلك القدرة على رؤية المستقبل وعلاج المرضى.

## حياتها
يتكون لقبها من كلمة (لالة) الأمازيغية، وهو لقب شرفي أو علامة احترام للنساء بسبب سنّهنّ أو رتبتهنّ، أو على تسمية لامرأة مقدسة أو تبجيل لها، و(سومر) هو اسم القرية التي تقع بالقرب من الزاوية التي ينتمي إليها نسبها.
ولدت فاطمة نسومر (المولودة فاطمة سيد أحمد أومزيان) بقرية ورجة (تعرف اليوم باسم بأبي يوسف وعين الحمام سابقا) في الشمال الشرقي للجزائر في منطقة القبائل حوالي سنة 1246 هجري الموافق 1830 وهي بنت (سيدي أحمد محمد) وينتهي نسبها إلى جدها الأول (سيدي أحمد أومزيان) الذي كان مقدمًا للطريقة الرحمانية وله مزار ما زال قائمًا إلى اليوم يعرف بسيدي حنداوقمزيان بقرية ورجة، أما أمها فهي (ثركية آيت بوخلاف) من قرية عسكر دائرة إيفرحونن.
كانت نشأة فاطمة الدينية والاجتماعية على الطريقة الرحمانية. وكباقي نساء بلاد القبايل، فقد تميزت بالجمال الفائق. ورغم عدم تعلمها في المدرسة لاقتصار التعليم آنذاك على الذكور دون الإناث حسب الأعراف، فإنّها تمكنت من حفظ القرآن بالإضافة للمحافظة على الصلاة. وكانت لديها الحكمة وبُعد النظر والزهد في صغائر الأمور، مما مكّنها من القوة ورفض الاضطهاد، فأصبحت لا تقبل بالتعسف، خاصة في حق النساء، أيمانًا منها بأنّ الإسلام كرّمهن.
عُدّت فاطمة متمردة بسبب عزوفها عن الزواج، حيث كثرت الشائعات بين سكان القرية تقول بأنّ فاطمة قد سكنتها الأرواح. وفي هذه الظروف خطبها أحد أبناء أخوالها يدعى (سي يحي آث بوخلاف) من سكان قرية تيرودة، فوافق أخوها على تزويجها بعد وفاة والدها، وتمّت مراسيم الزواج. وفي ليلة زفافها، تظاهرت فاطمة بالجنون، وكسّرت بعض الأواني، فأرجعها زوجها إلى بيت أبيها ولم يطلقها. بقيت في عصمته طوال حياتها، وظلّت في عزلة حيث كلفها أخوها (سي الطيب) بالاهتمام بالمدرسة القرآنية.
تركت فاطمة مسقط رأسها قاصدة سومر؛ المكان الذي كان يقطن فيه أخوها الأكبر (سي الطاهر)، وإلى هذه القرية نسبت فاطمة، وكان بيت أخيها مزارًا للناس، فعرفت فاطمة الاستقرار النفسي وتأثرت بأخيها الذي ألمَّ بمختلف العلوم الدينية، وكان مقدمًا للزاوية الرحمانية فاستغلت الوضع وواصلت حفظ القرآن.
من هنا بدأت فاطمة رسم مسارها المستقبلي، ورفضت أن تكون مجرد مساعدة للرجال في معاركهم من الصفوف الخلفية، بل صنعت لنفسها وضعا مختلفًا، إذ لم تكن غافلة عما يجري حول بلاد القبايل، فقد فكانت تصلها أخبار زحف الجيش الفرنسي بين سنتي (1844م- 1845م) كأخبار معركة تادمايت التي قادها الجنرال بيجو والمجاهد عمر بن زعموم.
خاطبت فاطمة أتباعها وحثتهم على ضرورة الدفاع عن الأرض والممتلكات، وحضّرتهم نفسيًا للمرحلة القادمة، وبالمقابل عينت فرنسا (راندون) حاكمًا عامًا، فأمر بمجابهة الثورة في بلاد القبايل وواجه سلسلة مقاومات من الشريف بوبغلة ومنها معركة تمزقيدة. واصلت فرنسا زحفها بقيادة الجنرالين يوسف وراندون ومعهم (سي الجودي). كانت فاطمة إلى جانب بوبغلة تخوض غمار الحرب، وألقت القبض على (سي الجودي) وقتلته بيدها.

## مقاومتها للاحتلال

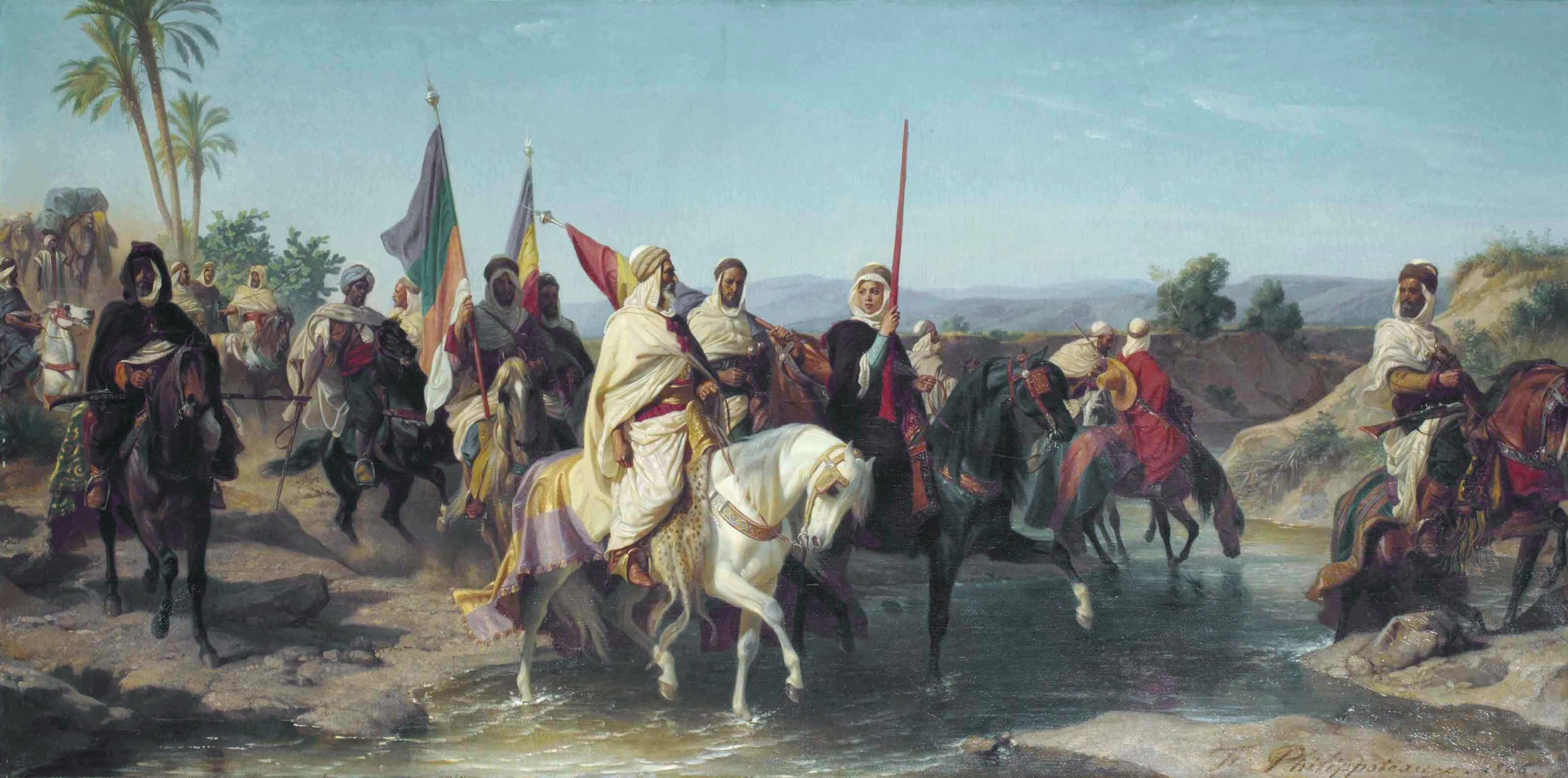
صور مفترضة للشريف بوبغلة ولالة فاطمة نسومر يقودان الجيش الثوري (فيليبوتو، 1866).

### البداية
في عام 1849، انضمت فاطمة نسومر إلى المقاومة، وانضمت إلى سي محمد الهاشمي، الذي شارك في ثورة محمد بن عبد الله الملقب أبو معزة، من 1845 إلى 1847 الظهرة بالشلف عام 1847.
في 1850 اتصلت فاطمة نسومر بالزعيم الجزائري المقاوم الشريف أبو بغلة (محمد بن عبد الله) الذي قدم من جبال بابور دفاعا عن منطقة جرجرة، فشاركا معا في معارك عديدة، وجرح أبو بغلة في إحدى المعارك فأنقذت فاطمة حياته، وقد طلبها للزواج فلم تستطع لتعليق زوجها الأول في عصمتها.
كانت المواجهة الأولى لفاطمة نسومر إلى جانب الشريف بوبغلة للجيوش الفرنسية الزاحفة بقيادة الجنرال راندون وماهون، في ربوة «تمزقيدة» حيث أبديا مقاومة بالغة وشجاعة قوية، لكن لعدم تكافؤ القوات عددا وعدة اضطرا للانسحاب نحو «بني يني» ودَعَوَا للجهاد المقدس، فاستجاب لهما شيوخ الزوايا، فجندوا الطلبة والمؤيدين وأتباعهم.

### معركة سباو العلوي
في عام 1854، فازت بأول معركتها ضد القوات الفرنسية في تاظروك (بالقرب من عين الحمام)، المعروفة باسم معركة سباو العلوى. استمرت المقاومة شهرين من يونيو 1854 إلى يوليو 1854.
اتجهوا في 18 يوليو 1854 نحو «واضية» لمواجهة زحف قوات الاستعمار بقيادة راندون ويوسف التركي ومعهما الباش آغا الجودي، فاحتدمت المعركة، كانت لالة فاطمة نسومر تقود مجموعة من النساء واقفات على قمة قريبة من مكان المعركة (ثشكيرت وثيري بويران) وهن يحمسن الرجال بالزغاريد والنداءات المختلفة، مما جعل الثوار يستميتون في القتال، وتلقت القوات الفرنسية وحلفائها هزيمةً نكراء وانسحبوا مخلفين أكثر من 800 قتيل منهم 25 ضابطا، حيث يقال إنها هي التي فتكت بالخائن سي الجودي، واستطاعت أن تنقذ شريف بوبغلة، من موت محقق حينما سقط جريحاً في المعركة.

### المقاومة

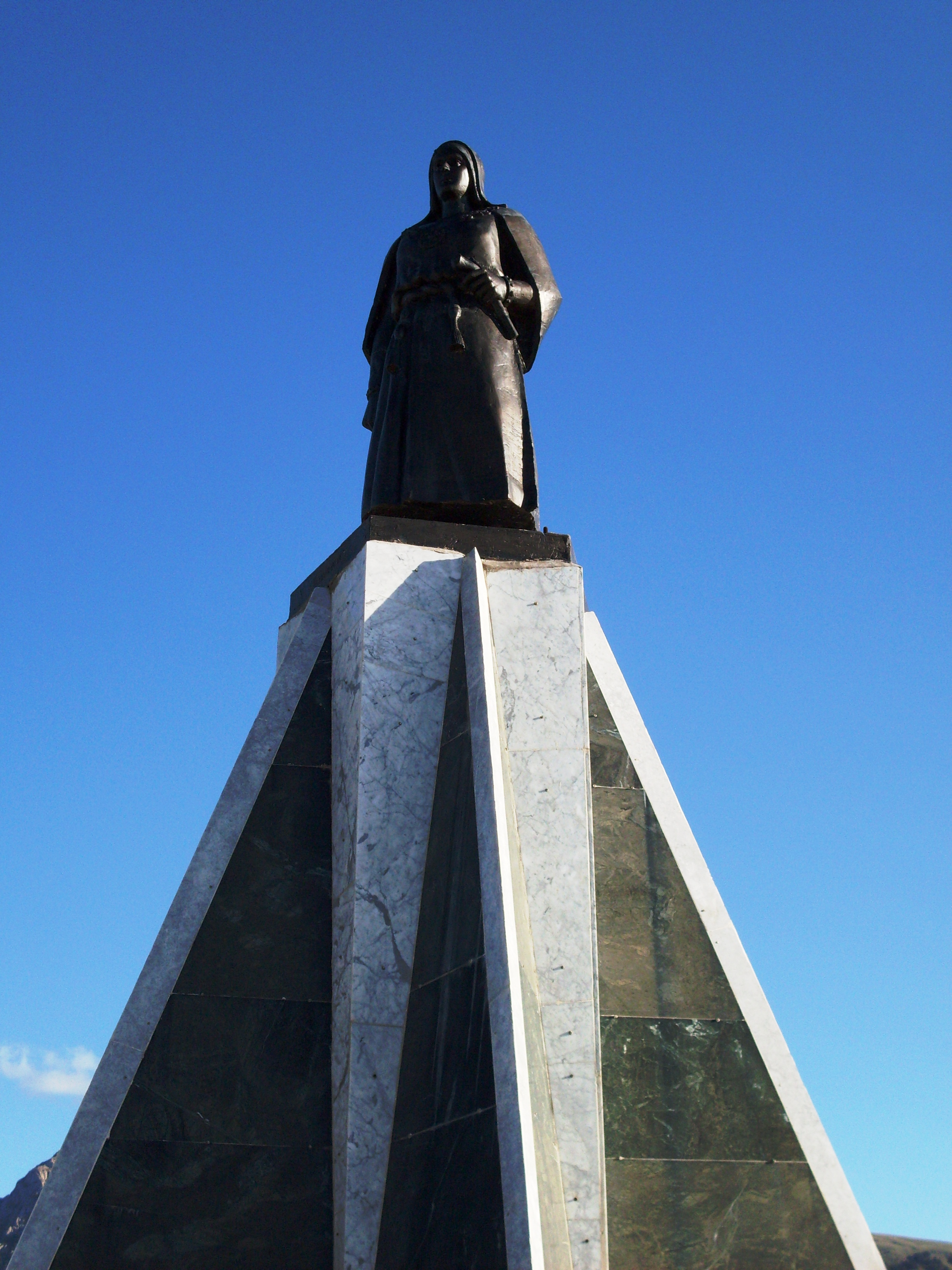
تمثال لالا فاطمة نسومر بتيزي الجمعة

بالرغم هذه الهزيمة واصلت قوات راندون التغلغل بجبال جرجرة، فاحتلت منطقة عزازقة عام 1854، ووزع الأراضي الخصبة على المستعمرين القادمين معه، وأنشأ معسكرات في كل المناطق التي احتلها، وواصل هجومه على كامل المنطقة، مما حدى بلا لا فاطمة نسومر بمقاومتها، فحققت انتصارات بنواحي «يللتن» و«الأربعاء نايث إيراثن» و«تخبت» و«عين تاوريغ» و«إيللتي وتحليجت ناث وبورجة» و«تاوريرت موسى» و«تيزي بوايبر».
فاضطر الجيش الفرنسي لطلب قوات إضافية، مما جعلها تنسحب بقواتها إلى قرية «تاخليجت ناث عيسو» لا سيما بعد اتباع قوات الاحتلال أسلوب التدمير والإبادة الجماعية بقتل كل أفراد العائلات دون تمييز. ورغم الانسحاب فان لا لا فاطمة نسومر شكلت جوهر المقاومة في قرية تخليجت آيت أتسو، بالقرب من تيروردا وقامت بتكوين فرق سريعة من المجاهدين لإلحاق الهزيمة بالعدو وقطع طرق المواصلات والإمدادات عليه، وهذا ما أربك قوات الفرنسيين وعلى رأسهم الجنرال راندون المعزز بدعم قوات الجنرال «ماكماهون» القادم من قسنطينة، وجند المارشال الفرنسي راندون سنة 1857 جيشا قوامه 45 ألف رجل بقيادته شخصيا وبمؤازرة الماريشال ماكماهون الذي أتاه بالعتاد من قسنطينة، واتجه به صوب قرية آيت تسورغ حيث تتمركز قوات فاطمة نسومر المتكونة من جيش من المتطوعين قوامه 7 آلاف رجل وعدد من النساء. وقد قتلت 10 جنرالات.
في عام 1857، نجحت قوات المارشال راندون (يقدر عدد القوات الفرنسية بنحو 13 000 رجل بقيادة الجنرالات ماك ماهون ومايات) في احتلال آيت إيراتين بعد معركة إيشيريدين. كان القتال شرسًا، والخسائر الفرنسية كبيرة.

### المعركة الأخيرة
تقابل الجيش الفرنسي وجيش لالة فاطمة وعندما احتدمت الحرب بين الطرفين، خرجت لالة فاطمة نسومر في مقدمة الجميع وهي تلبس لباساً حريرياً أحمر كان له الأثر البالغ في رعب عناصر جيش الاحتلال الذي اتبع أسلوب الإبادة بقتل كل أفراد العائلات دون تمييز، في 19 ذي القعدة 1273 هـ/11 يوليو 1857 وبالرغم من المقاومة الباسلة، طلبت لالة فاطمة التفاوض وإيقاف الحرب، لكن السلطات الفرنسية نقضت العهد وغدرت بالوفد المفاوض واعتقلتهم بمجرد خروجهم من المعسكر ثم أمر الجنرال بمحاصرة فاطمة نسومر وأسرت مع عدد من النساء، وخشية من الثورة مجدداً ببلاد القبائل أبعِدَتْ لالة فاطمة نسومر مع 30 شخصاً من رجال ونساء لبني سليمان بتابلاط وبقيت لمدة سبع سنوات إلى أن توفيت.

## وفاتها

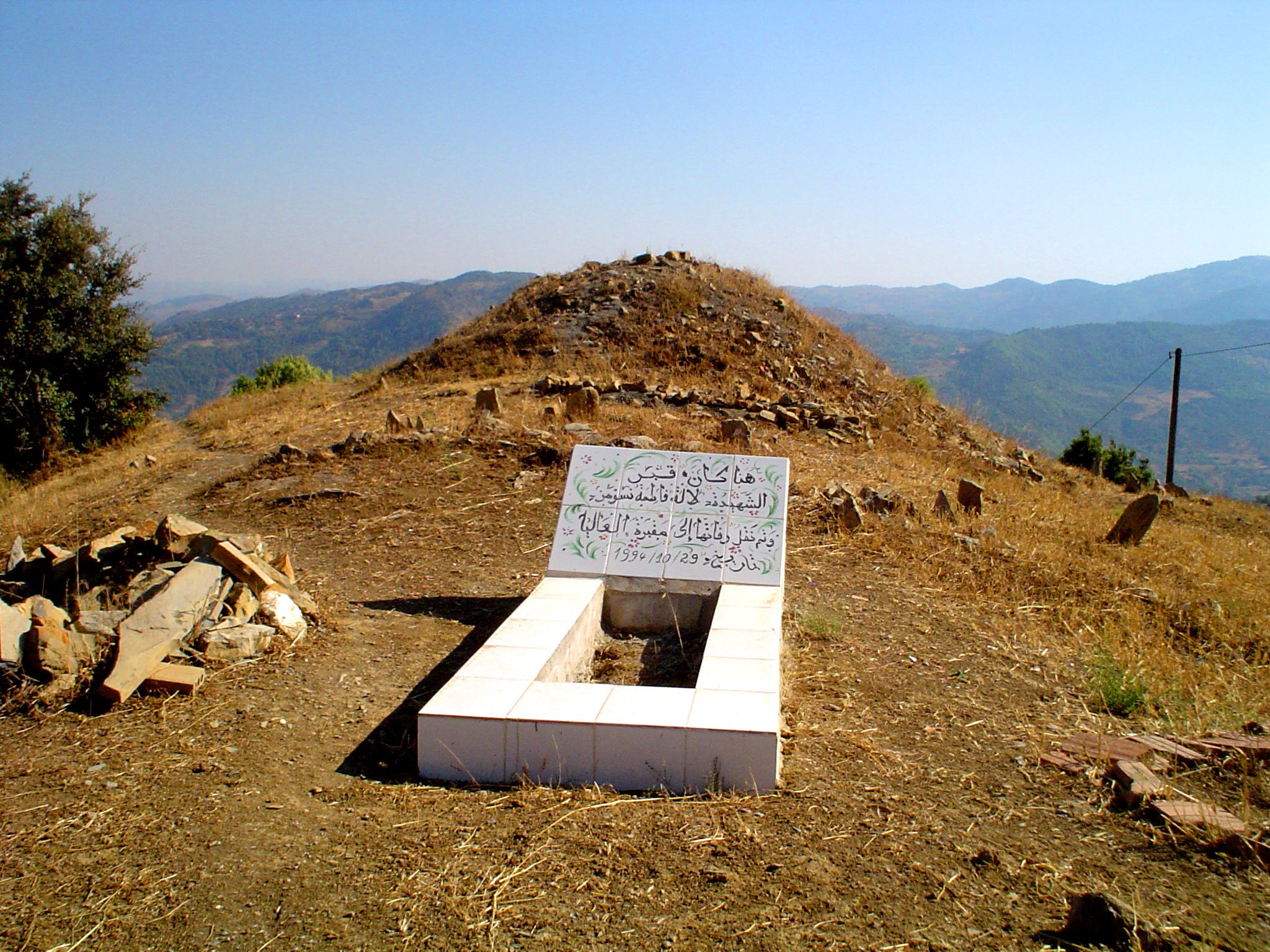
مكان قبر فاطمة نسومر قبل نقل رفاتها إلى مقبرة العالية

في 11 يوليو 1857، ألقى اللواء يوسف القبض على فاطمة وأُقتيدت إلى معسكر الماريشال راندون في تمزقيدة، وسُجنت في زاوية العيساوية بمنطقة بني سليمان التي تبعد 15 كيلومترًا عن مدينة تابلاط ولاية المدية، ثم وضعت قيد الإقامة الجبرية تحت رعاية الطاهر بن محي الدين والذي اختارته لنفسها للتعبد والدراسة إلى أن توفيت في سبتمبر 1863 عن عمر ناهز 33 سنة على إثر مرض عُضال تسبب في شللها، خاصة وأنها تأثرت بوفاة شقيقها عام 1861.
ويقال إنها ماتت مسمومة في فرنسا كانت تخاف تاثير جان دارك الجزائر كما وصفها الجنرال راندون.
دفنت في مقبرة سيدي عبد الله غير البعيدة عن المكان الذي توفيت فيه قبل أن يُنقل رفاتها إلى مربع الشهداء بمقبرة العالية سنة 1995.
المكان حاليا هو متحف سمي على اسمها عام 2009.
أطلق عليها المؤرخ الفرنسي لوي ماسينيون لقب «جان دارك جرجرة» تشبيها لها بالبطلة القومية الفرنسية «جان دارك»، غير أنها كانت ترفض ذلك اللقب مفضلة لقب «خولة جرجرة» نسبة إلى «خولة بنت الأزور» المجاهدة المسلمة التي كانت تتنكر في زي فارس وتحارب إلى جانب الصحابي خالد بن الوليد.

## تكريمات

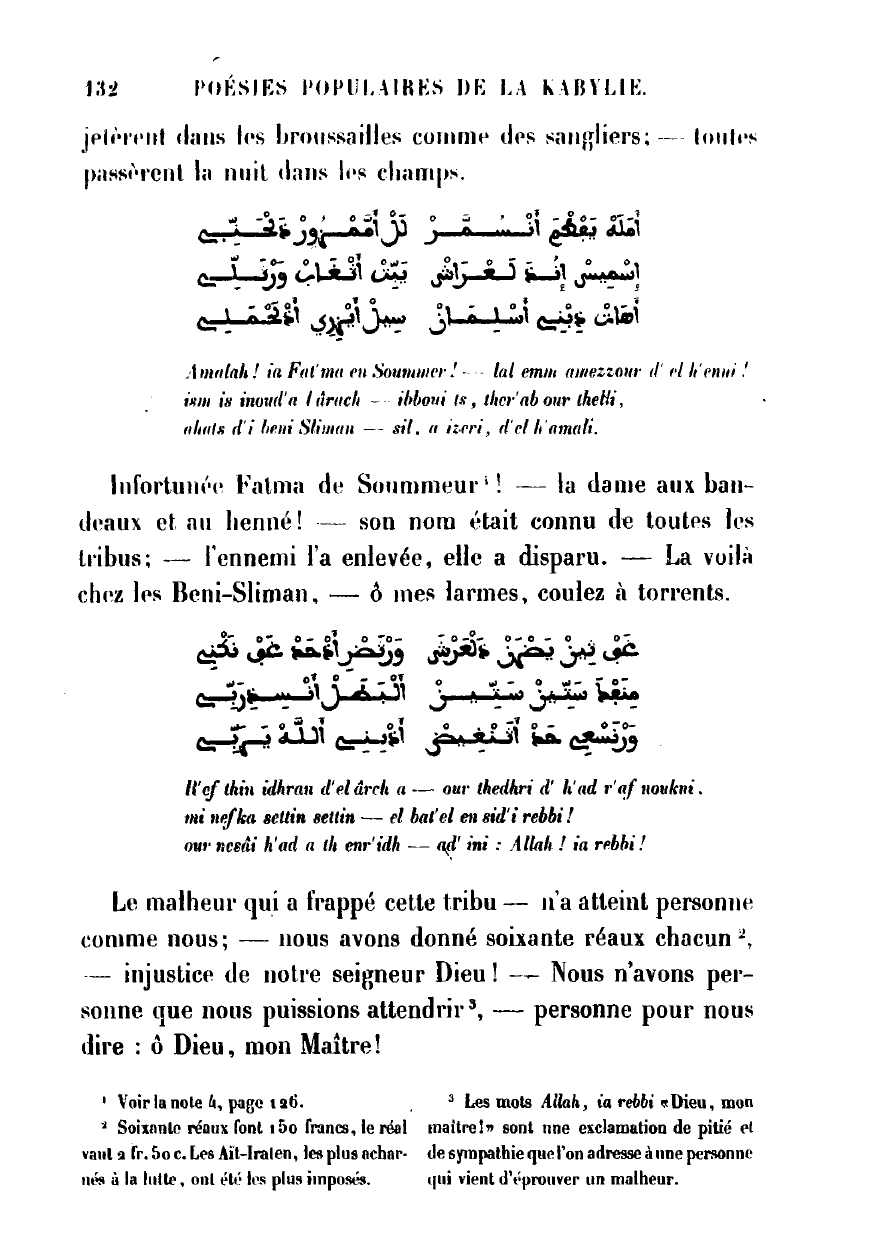
قصيدة أمازيغية ـ مع ترجمة فرنسية ـ تمتدح فاطمة نسومر

- تقديرا لدور فاطمة نسومر التاريخي أطلق اسمها على جمعيات نسوية، كما ألفت حولها أعمال أدبية وفنية،
- تعرض تماثيل للا فاطمة نسومر في الجزائر.
- بعض المدارس والشوارع تحمل اسمها في الجزائر.
- انجاز تمثال للالة فاطمة نسومر من صنع بعزيز هماش في تيزي الجمعة في أبي يوسف.
- أطلقت الجزائر مؤخرا اسم «فاطمة نسومر» على إحدى بواخرها العملاقة الناقلة الغاز الطبيعي المسال للغاز الطبيعي من البحرية الجزائرية التجارية، بسعة 145 000 م3، التي تم استلامها في عام 2004، في أوساكا، اليابان تخليدا لذكراها.[15]
- وثقت حياة لالة فاطمة نسومر في فيلم فاطمة نسومر من إخراج بلقاسم حجاج وعرض في 2014.[16]
- مسرحية عن سيرتها من تاليف ادريس قرقورة بعنوان «لالة فاطمة نسومر: المرأة الصقر».[17]
- في 2020، قامت بلدية ايتربيك في بروكسل ببلجيكا باطلاق اسم المقاومة الجزائرية ضد الاستعمار الفرنسي لالا فاطمة نسومر على إحدى شوارعها.[18]

## روايات
- Philippe, Morvan (2018). Ours (بالفرنسية). Paris: Calmann-Levy. p. 378. ISBN:978-2-7021-6353-5.
- Héroïnes africaines - Volume 1, Aline Sitoé Diatta, Anne Zingha, Lalla Fatma N'Soumer, Lucie Hubert, Monde Global Editions Nouvelles, 2012.
- ادريس قرقوة (2003). لالة فاطمة نسومر: المرأة الصقر : مسرحية. دار الغرب للنشر والتوزيع،. مؤرشف من الأصل في 2020-06-18.

### بالفرنسية
- Salem, Chaker (2001). Hommes et femmes de Kabylie (بالفرنسية). Aix-en-Provence: Édisud. p. 207. ISBN:2-7449-0234-9. {{استشهاد بكتاب}}: تجاهل المحلل الوسيط |isbn2= لأنه غير معروف (help)
- عاشور شرفي (2006). Dictionnaire encyclopédique de l'Algérie. Alger: ANEP. ص. 1230. ISBN:9947-21-319-6. {{استشهاد بكتاب}}: تجاهل المحلل الوسيط |isbn2= لأنه غير معروف (مساعدة)
- Tahar، Oussedik (1986). Lla Fat'ma n'Soumeur. Alger: Entreprise nationale algérienne du livre. ص. 83.
- Habiba Djahnine, Fathma n'Soumer, article de L'Algérie et la France, dictionnaire coordonné par Jeannine Verdès-Leroux, Robert Laffont 2009; (ردمك 978-2-221-10946-5)
- Nour Edinne Mamouzi, Lumière sur l'envers des ombres, édition Nacib, archives officielles des descendants directs.
- Algérie, une guerre sans gloire, Histoire d'une enquête, Florence Beaugé, Calmann-Lévy, 2005.

### بالعربية
- رابح لونيسي (1999). لالا فاطمة نسومر: خولة جرجرة "سلسلة أبطال من وطني". دار المعرفة. ISBN:978-9961-740-70-5. OCLC:1111617005. مؤرشف من الأصل في 2020-06-20.